# Kurt-Hübner-Regiepreis
Der Kurt-Hübner-Regiepreis, auch Förderpreis für Regie, Kurt-Hübner-Förderpreis für junge Regisseure oder Kurt-Hübner-Preis genannt, ist ein  an junge Regisseure vergebener Theaterpreis. Er wird seit 1991 jährlich anlässlich der Vergabe des Gertrud-Eysoldt-Rings von der Deutschen Akademie der Darstellenden Künste in Bensheim verliehen und ist mit 5.000 Euro dotiert. Juroren waren Hans Lietzau (1991), Kurt Hübner (1992 bis 2006) und Klaus Völker (seit 2007).

## Preisträger
- 1991: Anselm Weber für seine Inszenierung Die Minderleister von Peter Turrini an den Münchner Kammerspielen
- 1992: Crescentia Dünßer und Otto Kukla für ihre gemeinsame Inszenierung Fegefeuer in Ingolstadt von Marieluise Fleißer am Landestheater Tübingen.
- 1993: Martin Kušej für seine Inszenierung Kabale und Liebe von Friedrich Schiller am Staatsschauspiel Stuttgart
- 1994: Peer Boysen für seine Inszenierung Grindkopf von Tankred Dorst an der Schauburg (München)
- 1995: Pit Holzwarth für seine Inszenierungen von William Shakespeares Perikles, Wie es euch gefällt und Die lustigen Weiber von Windsor bei der Bremer Shakespeare Company und Elmar Goerden für seine Inszenierung Blunt oder der Gast von Karl Philipp Moritz am Staatstheater Stuttgart
- 1996: Leonhard Koppelmann für seine Inszenierung Die Juden von Gotthold Ephraim Lessing am Thalia Theater in Hamburg und Erich Sidler für seine Inszenierung Die Marquise von O… von Heinrich von Kleist am Staatsschauspiel Hannover.
- 1997: Armin Holz für seine Inszenierung von Die falsche Zofe von Pierre Carlet de Marivaux am Staatsschauspiel Hannover
- 1998: Elias Perrig für seine Inszenierungen Das Wehr von Conor McPherson am Staatstheater Stuttgart und für das Theaterprojekt Der letzte Henker, eine Coproduktion des Theaters an der Winkelwiese Zürich, des Theaters Tuchlaube Aarau und des Schlachthaus-Theaters Bern
- 1999: Sandra Strunz für ihre Inszenierung Frost nach Thomas Bernhards gleichnamigen Roman am Luzerner Theater
- 2000: Christiane Pohle für ihre Inszenierung sitzen in Hamburg nach Anton Tschechows Drei Schwestern am Freien Theater Laborlavache in Hamburg
- 2001: Monika Gintersdorfer für ihre Inszenierung bedbound von Edna Walsh an den Münchner Kammerspielen
- 2002: Tina Lanik für ihre Inszenierung Tropfen auf heiße Steine von Rainer Werner Fassbinder, Bayerisches Staatsschauspiel München
- 2003: Florian Fiedler für seine Inszenierung Nieder Bayern! nach Martin Sperrs Stück Jagdszenen aus Niederbayern am Volkstheater München
- 2004: Schirin Khodadadian für ihre Inszenierung So wild ist es in unseren Wäldern schon lange nicht mehr von Theresia Walser am Staatstheater Kassel und Daniela Kranz für ihre Inszenierung Mein junges idiotisches Herz von Anja Hilling an den Münchner Kammerspielen
- 2005: Sebastian Schug für seine Inszenierung Sobald fünf Jahre vergehen von Federico García Lorca am bat Studiotheater Berlin
- 2006: Roger Vontobel für seine Inszenierung Das goldene Vlies von Franz Grillparzer am Schauspiel Essen.
- 2007: Jette Steckel für ihre Inszenierung Gerettet von Edward Bond am Thalia Theater Hamburg
- 2008: Maik Priebe für seine Inszenierung Blick zurück im Zorn von John Osborne am Staatstheater Kassel
- 2009: Tilmann Köhler für seine Inszenierung Die heilige Johanna der Schlachthöfe von Bertolt Brecht am Staatsschauspiel Dresden
- 2010: Kevin Rittberger für seine Inszenierung Die Abschaffung der Arten von Dietmar Dath am Deutschen Theater Berlin
- 2011: Antú Romero Nunes für seine Inszenierung von Rocco und seine Brüder am Maxim Gorki Theater Berlin
- 2012: Rudolf Frey für seine Inszenierungen Geschichten aus dem Wiener Wald von Ödön von Horváth am Schauspielhaus Salzburg und Die Csárdásfürstin von Emmerich Kálmán am Südthüringischen Staatstheater Meiningen
- 2013: Daniela Löffner für ihre Inszenierungen Der Sturm von William Shakespeare am Staatstheater Braunschweig und Kinder der Sonne von Maxim Gorki am Schauspielhaus Zürich
- 2014: Julia Wissert für ihre Inszenierung Der Junge in der Tür von Juan Mayorga am Staatstheater Wiesbaden
- 2015: Gernot Grünewald  für seine Inszenierung anˌ kɔmən – Unbegleitet in Hamburg am Thalia Theater Hamburg
- 2016: Alexander Eisenach für seine Inszenierung Der kalte Hauch des Geldes am Schauspiel Frankfurt
- 2017: Nora Abdel-Maksoud für ihre Inszenierung The Making-Of am Maxim Gorki Theater Berlin
- 2018: Robert Icke für seine Inszenierung der Tragödie Orestie nach Aischylos am Schauspiel Stuttgart[1]
- 2019: Florian Fischer für seine Inszenierung Operation Kamen am Staatsschauspiel Dresden in Kooperation mit dem Archa Theater Prag[2]
- 2020: Alize Zandwijk u. a. für ihre Inszenierung Vögel von Wajdi Mouawad am Theater Bremen[3]
- 2021: Leonie Böhm für ihre Inszenierung Medea nach Euripides am Schauspielhaus Zürich[4]
- 2022: Marie Schleef für ihre Inszenierung Once I Lived with a Stranger am Schauspiel Köln[5]
- 2023: Wilke Weermann für seine Inszenierung Unheim am Schauspiel Frankfurt[6]
- 2024: Ran Chai Bar-zvi für seine Inszenierung Blutbuch nach dem Roman von Kim de l’Horizon am Staatstheater Hannover[7]

## Belege
1. ↑  Kurt-Hübner-Preis geht an Robert Icke mit "Orestie", theaterderzeit.de vom 4. Januar 2019, abgerufen am 16. Dezember 2019.
2. ↑  Gertrud-Eysoldt-Ring 2019 geht an Sandra Hüller (Memento vom 16. Dezember 2019 im Internet Archive), bensheim-auerbach.com 16. Dezember 2019, abgerufen am 16. Dezember 2019.
3. ↑  Kurt-Hübner-Preis geht an die Regisseurin Alize Zandwijk in: Bremer Theaterfreunde, 30. Juni 2020
4. ↑  Leonie Böhm erhält den Kurt-Hübner-Regiepreis 2021 für "Medea" am Schauspielhaus Zürich in: Deutsche Akademie der Darstellenden Künste
5. ↑  Marie Schleef erhält Regiepreis. In: nachtkritik.de, 6. Dezember 2022
6. ↑  Kurt-Hübner-Regiepreis 2023 für Wilke Weermann. In: nachtkritik.de, 4. Dezember 2023
7. ↑  Lisa Rösicke: Kurt-Hübner-Regiepreis für Ran Chai Bar-zvi. 11. Dezember 2024, abgerufen am 12. Dezember 2024.